# DDR-Mannschaftsmeisterschaft im Schach 1979
Bei der DDR-Mannschaftsmeisterschaft im Schach 1979 gewann Buna Halle-Neustadt zum achten Mal die DDR-Mannschaftsmeisterschaft und war damit Rekordmeister.
Gespielt wurde ein Rundenturnier nach dem Scheveninger System, wobei jede Mannschaft gegen jede andere jeweils vier Mannschaftskämpfe an acht Brettern austrug. Insgesamt waren es 112 Mannschaftskämpfe, also 896 Partien.

## DDR-Mannschaftsmeisterschaft 1979

### Kreuztabelle der Sonderliga (Rangliste)
|   | Verein                     | 1    | 2    | 3    | 4    | 5    | 6    | 7    | 8    | Punkte |
| - | -------------------------- | ---- | ---- | ---- | ---- | ---- | ---- | ---- | ---- | ------ |
| 1 | Buna Halle-Neustadt        |      | 16,5 | 21,0 | 20,0 | 18,5 | 21,0 | 21,0 | 27,0 | 145,0  |
| 2 | Schachgemeinschaft Leipzig | 15,5 |      | 18,0 | 17,0 | 20,5 | 20,0 | 22,0 | 24,5 | 137,5  |
| 3 | Vorwärts Strausberg        | 11,0 | 14,0 |      | 16,5 | 16,5 | 21,0 | 23,0 | 24,0 | 126,0  |
| 4 | Funkwerk Erfurt            | 12,0 | 15,0 | 15,5 |      | 18,0 | 17,0 | 17,5 | 23,5 | 118,5  |
| 5 | AdW der DDR, Berlin        | 13,5 | 11,5 | 15,5 | 14,0 |      | 16,0 | 18,0 | 24,0 | 112,5  |
| 6 | Lok / TH Karl-Marx-Stadt   | 11,0 | 12,0 | 11,0 | 15,0 | 16,0 |      | 15,0 | 19,5 | 099,5  |
| 7 | Post Dresden               | 11,0 | 10,0 | 09,0 | 14,5 | 14,0 | 17,0 |      | 18,0 | 093,5  |
| 8 | Greika Greiz               | 05,0 | 07,5 | 08,0 | 08,5 | 08,0 | 12,5 | 14,0 |      | 063,5  |

### Beste Einzelresultate (mindestens 20 Partien)
| Spieler              | Verein     | Prozent |
| -------------------- | ---------- | ------- |
| Hans-Ulrich Grünberg | Halle      | 80,5    |
| Heinz Liebert        | Halle      | 78,8    |
| Burkhard Malich      | Halle      | 77,0    |
| Gottfried Braun      | Leipzig    | 74,0    |
| Manfred Schöneberg   | Leipzig    | 70,5    |
| Lutz Espig           | Halle      | 69,2    |
| Lothar Vogt          | Strausberg | 68,8    |
| Christian Syré       | Berlin     | 67,6    |
| Rainer Knaak         | Leipzig    | 66,7    |
| Manfred Böhnisch     | Leipzig    | 66,1    |
| Michael Stettler     | Halle      | 65,4    |

### Die Meistermannschaft
| 1.            | Buna Halle-Neustadt |
| Schachfiguren | Burkhard Malich, Uwe Bönsch, Günther Möhring, Hans-Ulrich Grünberg, Heinz Liebert, Wolfgang Dietze, Michael Stettler, Anton Csulits, Lutz Espig, Jens Lang |

### Oberliga
| Platz | Verein                    | Punkte |
| ----- | ------------------------- | ------ |
| 01    | AdW Berlin II             | 97,5   |
| 02    | Lok Schwerin              | 80,0   |
| 03    | Rotation Berlin           | 76,5   |
| 04    | Chemie Lützkendorf        | 73,5   |
| 05    | Lok Pankow                | 72,0   |
| 06    | Motor SO Magdeburg        | 71,0   |
| 07    | Einheit Friesen Berlin    | 69,0   |
| 08    | Schifffahrt/Hafen Rostock | 66,5   |
| 09    | WBK 67 Halle-Neustadt     | 66,0   |
| 10    | HSG PH Potsdam            | 48,0   |

| Platz | Verein                              | Punkte |
| ----- | ----------------------------------- | ------ |
| 01    | Aktivist Schwarze Pumpe Hoyerswerda | 82,5   |
| 02    | Lok Mitte Leipzig                   | 81,5   |
| 03    | Buna Halle-Neustadt II              | 79,0   |
| 04    | SG Leipzig II                       | 79,0   |
| 05    | Lok / TH Karl-Marx-Stadt II         | 76,0   |
| 06    | Carl Zeiss Jena                     | 68,5   |
| 07    | Post Dresden II                     | 68,0   |
| 08    | Lok Gera                            | 65,5   |
| 09    | Lok Dresden                         | 62,5   |
| 10    | Motor Gohlis Nord Leipzig           | 54,5   |

Den Entscheidungskampf um den Aufstieg gewann Hoyerswerda mit 8½:7½ gegen Lok Schwerin, nachdem Nord-Staffelsieger AdW Berlin II auf die Teilnahme verzichtet hatte. Das Duell der Staffelachten gegen den fünften Abstiegsplatz gewann Rostock mit 9:7 gegen Gera.

### DDR-Liga
Prominentester Drittliga-Spieler war Großmeister Wolfgang Pietzsch am Spitzenbrett des Absteigers LVB Leipzig.
| Platz | Verein                       | Punkte |
| ----- | ---------------------------- | ------ |
| 01    | SGS Stralsund                | 95,0   |
| 02    | Lok Rostock                  | 93,0   |
| 03    | Schifffahrt/Hafen Rostock II | 81,0   |
| 04    | Rotation Schwedt             | 79,5   |
| 05    | Veritas Wittenberge          | 73,5   |
| 06    | Lok Schwerin II              | 70,0   |
| 07    | Vorwärts Demen               | 68,5   |
| 08    | Lok Salzwedel/Tylsen         | 65,5   |
| 09    | Lok Waren/Rethwisch          | 61,0   |
| 10    | Lok Pasewalk                 | 27,0   |

| Platz | Verein                 | Punkte |
| ----- | ---------------------- | ------ |
| 01    | Empor Potsdam          | 91,0   |
| 02    | Aufbau Börde Magdeburg | 90,0   |
| 03    | TH Magdeburg           | 80,5   |
| 04    | Motor SO Magdeburg II  | 78,0   |
| 05    | Motor Hennigsdorf      | 74,0   |
| 06    | TSG Oberschöneweide    | 71,5   |
| 07    | Lok Brandenburg        | 68,5   |
| 08    | Motor Teltow           | 65,0   |
| 09    | Dynamo Potsdam         | 62,0   |
| 10    | Lok Schwerin III       | 39,5   |

| Platz | Verein                       | Punkte |
| ----- | ---------------------------- | ------ |
| 01    | Aktivist Zentronik Oelsnitz  | 86,0   |
| 02    | Wismut Aue/Schneeberg        | 85,0   |
| 03    | Motor IFA Karl-Marx-Stadt    | 81,5   |
| 04    | Einheit Freiberg             | 76,5   |
| 05    | SG Leipzig III               | 70,0   |
| 06    | Motor Gohlis Nord Leipzig II | 69,5   |
| 07    | Motor Markneukirchen         | 68,0   |
| 08    | Motor Leipzig-Lindenau       | 67,5   |
| 09    | Leipziger VB                 | 67,0   |
| 10    | Aufbau Zeulenroda            | 49,5   |

| Platz | Verein                                 | Punkte |
| ----- | -------------------------------------- | ------ |
| 01    | Pentacon Dresden                       | 93,0   |
| 02    | Motor Görlitz                          | 85,0   |
| 03    | Post Berlin                            | 80,5   |
| 04    | Dynamo "German Titow" Berlin           | 76,0   |
| 05    | Aktivist Schwarze Pumpe Hoyerswerda II | 74,0   |
| 06    | Rotation Berlin II                     | 70,0   |
| 07    | Fortschritt Coswig                     | 67,5   |
| 08    | Fortschritt Cottbus                    | 67,0   |
| 09    | Vorwärts Strausberg II                 | 65,5   |
| 10    | Pneumant Fürstenwalde                  | 40,5   |

| Platz | Verein                  | Punkte |
| ----- | ----------------------- | ------ |
| 01    | Buna Halle-Neustadt III | 91,0   |
| 02    | Fortschritt Mühlhausen  | 82,0   |
| 03    | Motor Suhl              | 77,0   |
| 04    | Buna Schkopau           | 68,5   |
| 05    | ISG Apolda              | 68,0   |
| 06    | Medizin Erfurt          | 68,0   |
| 07    | Lok Naumburg            | 67,5   |
| 08    | Motor Steinach          | 67,0   |
| 09    | Carl Zeiss Jena II      | 63,5   |
| 10    | Funkwerk Erfurt II      | 60,0   |

## DDR-Mannschaftsmeisterschaft der Frauen 1979

### Oberliga
Die Oberliga spielte zunächst in zwei Staffeln, aus denen dann je zwei Mannschaften in eine der beiden Finalgruppen gelangten. Ergebnisse untereinander wurden in die Finalgruppen übernommen. Die Mannschaften ab Platz 5 der Vorrunden stiegen direkt ab, der Achtplatzierte musste in die Relegation.

In der Staffel B zog Post Dresden vor Saisonbeginn zurück.
Vorrunde
| Platz | Verein                             | Punkte |
| ----- | ---------------------------------- | ------ |
| 1     | Buna Halle-Neustadt                | 41,5   |
| 2     | Motor Weimar                       | 41,0   |
| 3     | Lok / TH Karl-Marx-Stadt           | 38,0   |
| 4     | Metall Gera                        | 23,0   |
| 5     | Motor Leipzig Lindenau / Gohlis II | 18,5   |
| 6     | Lok Naumburg                       | 18,0   |

| Platz | Verein                          | Punkte |
| ----- | ------------------------------- | ------ |
| 1     | PH/Empor Potsdam                | 30,0   |
| 2     | Motor Leipzig Lindenau / Gohlis | 30,0   |
| 3     | TSG Wittenberg                  | 27,5   |
| 4     | Lok RAW Cottbus                 | 17,0   |
| 5     | Lok Halle                       | 15,5   |

Endrunde
| Platz | Verein                          | Punkte |
| ----- | ------------------------------- | ------ |
| 1     | Motor Weimar                    | 21,5   |
| 2     | Buna Halle-Neustadt             | 20,5   |
| 3     | PH/Empor Potsdam                | 14,5   |
| 4     | Motor Leipzig Lindenau / Gohlis | 13,5   |

| Platz | Verein                   | Punkte |
| ----- | ------------------------ | ------ |
| 5     | Lok / TH Karl-Marx-Stadt | 21,0   |
| 6     | TSG Wittenberg           | 19,5   |
| 7     | Metall Gera              | 16,0   |
| 8     | Lok RAW Cottbus          | 15,5   |

### DDR-Liga
Die Abschlusstabellen der DDR-Liga und der Relegationsrunde liegen nicht vor. Staffelsieger wurden Chemie Köpenick, Motor Weimar II und TH/MSO Magdeburg. Die Staffelbesetzungen in der Reihenfolge des letzten veröffentlichten Zwischenstandes sind wie folgt:
- Staffel 1: Chemie Köpenick, Rotation Schwedt, WBK Berlin, SG Ludwigslust/Schwerin, Chemie 70 Rostock, Halbleiterwerk Frankfurt
- Staffel 2: Motor Weimar II, SG Görlitz, Wismut Aue, Metall Gera II, Eintracht Seiffen
- Staffel 3: TH/Motor SO Magdeburg, TSG Wittenberg II, Lok Halle II. Hier zogen Empor Barby und Stahl Thale ihre Mannschaften im Saisonverlauf zurück.

## Jugendmeisterschaften
| Altersklasse       | männlich                  | weiblich                  |
| ------------------ | ------------------------- | ------------------------- |
| Altersklasse 9/10  | Rotation Berlin           | TSG Wittenberg            |
| Altersklasse 11/12 | Stahl Riesa               | ASP Hoyerswerda           |
| Altersklasse 13/14 | Motor Gohlis Nord Leipzig | Motor Gohlis Nord Leipzig |
| Altersklasse 15/18 | Buna Halle-Neustadt       |                           |